# Кшепице (гмина)
Кшепице (пол. Krzepice) — городско-сельская гмина (волость) в Польше, входит как административная единица в Клобуцкий повет, Силезское воеводство. Население — 9407 человек (на 2004 год).

## Демография
| Перепись                       | Всего   | Всего | Женщины | Женщины | Мужчины | Мужчины |
| ------------------------------ | ------- | ----- | ------- | ------- | ------- | ------- |
| Единицы                        | человек | %     | человек | %       | человек | %       |
| Население                      | 9407    | 100   | 4758    | 50,6    | 4649    | 49,4    |
| Плотность населения (чел./км²) | 119,4   | 119,4 | 60,4    | 60,4    | 59      | 59      |

## Соседние гмины

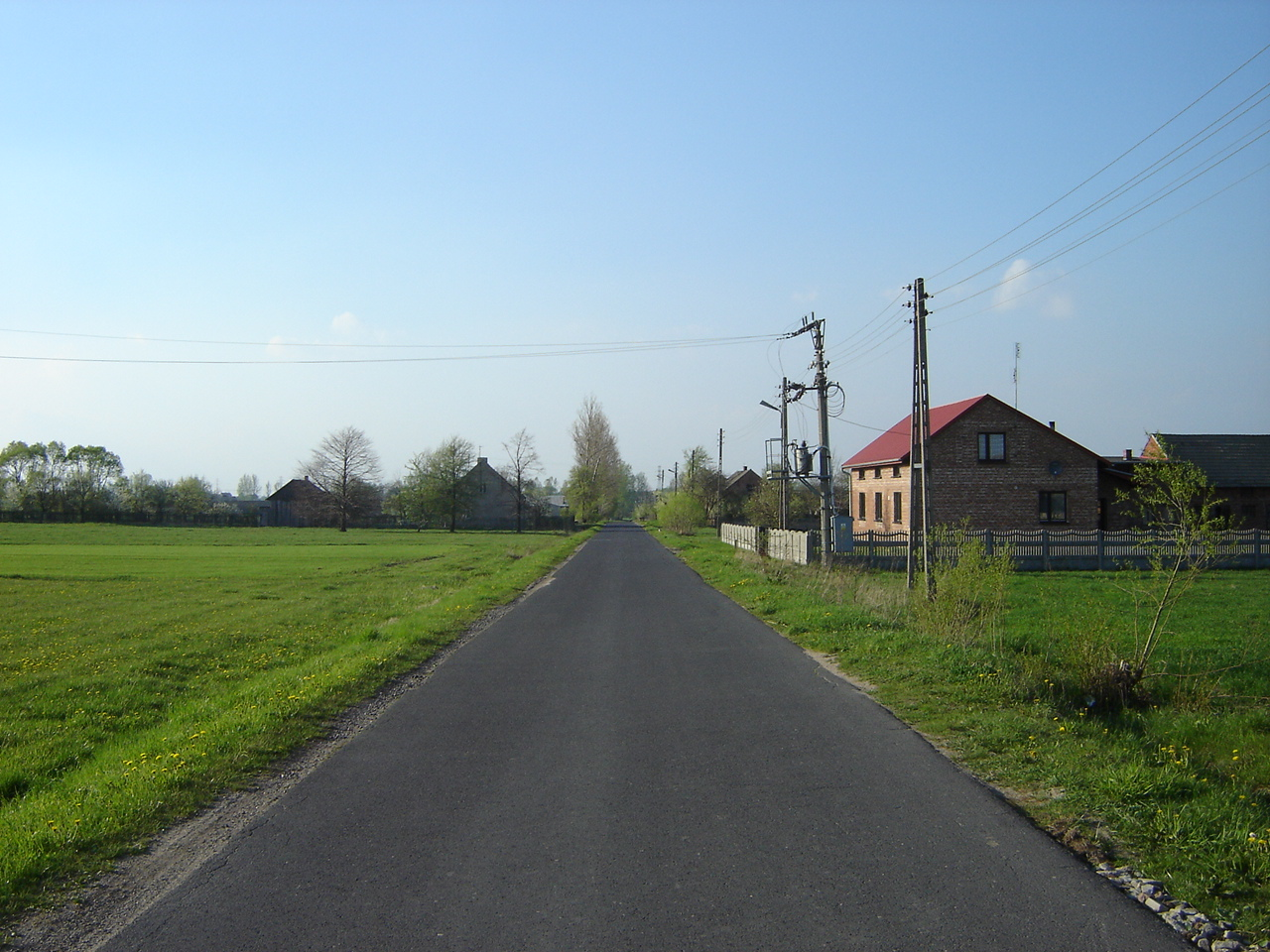
Гмина Кшепице

1. Гмина Липе
2. Гмина Опатув
3. Гмина Панки
4. Гмина Пшистайнь
5. Гмина Радлув
6. Гмина Рудники